# 陳道明
陳 道明（チェン・ダオミン、Chen Daoming、1955年4月26日 - ）は、中華人民共和国の俳優。天津出身。中央戯劇学院卒業。中国の演劇関係の各賞を受賞している。
代表作に、映画『HERO』、テレビドラマ『ラストエンペラー』『囲城』『康熙王朝』『中国式離婚』等がある。皇帝からマフィアのボス、気の弱い銀行員まで幅広い役を演じる。

## 主な出演作
※（ ）内に、邦題と製作もしくは放映年を記す。

### 映画
- 今夜有暴風雪 （1983年）
- 一個和八個 （一人と八人、1984年）
- 屠城血証 （1986年）
- 八旗子弟 （1987年）
- 一代妖后 （続・西太后、1989年）
- 関公 （三国志/大いなる飛翔、1990年）
- 桃花満天紅 （1995年）
- 舞女 （1995年）
- 我的1919 （1999年）
- 英雄 （HERO、2002年）
- 我心飛翔 （2002年）
- 無間道III （インファナル・アフェアIII 終極無間、2003年）
- 建国大業（建国大業、2009年）
- 刺陵（トレジャー・オブ・エンペラー 砂漠の秘宝、2009年）
- 唐山大地震（唐山大地震、2010年）
- 建党偉業（赤い星の生まれ、2011年） ※2011東京・中国映画週間で上映
- 一九四二（2012年）
- 帰来（妻への家路、2014年）
- 大轟炸（エア・ストライク、2018年）
- 我和我的父輩（父に捧ぐ物語、2021年）
- 解密（デクリプト、2024年） ※2024東京・中国映画週間で上映

### テレビドラマ
- 末代皇帝 （ラストエンペラー、1988年）
- 桜花夢 （1989年）
- 囲城 （1990年）
- 北洋水師 （1992年）
- 胡雪岩 （1994年）
- 一地鶏毛 （1995年）
- 青楼鴛夢 （1995年）
- 上海人在東京 （東京の上海人、1996年）
- 寇老西儿 （1997年）
- 二馬 （1997年）
- 紹興師爺 （1998年）
- 女巡按 （1998年）
- 少年包青天 （2000年）
- 尚方宝剣 （2000年）
- 康煕王朝 （康熙王朝、2001年）
- 長征 （DVD邦題: 毛沢東 万里の長征、放映邦題: 毛沢東 長征、2001年）
- 黒洞 （2001年）
- 大漢天子 （2002年）
- 魂断秦淮 （2002年）
- 冬至 （2003年）
- 中国式離婚 （中国式離婚、2004年）
- 江山風雨情 （2003年）
- 一江春水向東流 （2005年）
- 浪淘沙 （2005年）
- 沙家浜 （2005年）
- 茉莉花 （ジャスミン、2006年）
- 我們无処安放的青春 （2007年）
- 臥薪嘗胆 （復讐の春秋 -臥薪嘗胆-、2007年）
- 北平往事 （2007年）
- 手机 （2010年）
- 楚漢伝奇 （項羽と劉邦 King's War、2012年）：劉邦役
- 庆余年（慶余年〜麒麟児、現る〜、2019年）